# NGC 5070
NGC 5070 (другие обозначения — NGC 5072, MCG -2-34-22, PGC 46432) — галактика в созвездии Девы.

## Идентификация объекта
Согласно Гарольду Корвину, NGC 5070 и NGC 5072 — практически наверняка один и тот же объект, занесённый в Новый общий каталог дважды, с обозначениями NGC 5070 и NGC 5072. Однако в базе данных SIMBAD эти два обозначения соответствуют разным объектам: NGC 5070 в этой базе данных отождествляется с галактикой PGC 46437, а NGC 5072 относят к PGC 46432.
Две различных записи в каталоге у одного объекта могли возникнуть по ошибке. В 1867 году Генрих Луи Д'Арре открыл галактику PGC 46432, и при составлении Нового общего каталога его запись получила номер 5072 в каталоге. Льюис Свифт, скорее всего, наблюдал эту же галактику в 1886 году, но записал координаты неточно, что было не редкостью для его наблюдений; в любом случае, эти координаты не совпали с теми, что приводил Д'Арре, поэтому его наблюдение вошло в каталог под номером 5070.
Наблюдение Свифта можно соотнести с той же галактикой PGC 46432, поскольку из близлежащих галактик она соответствует его описанию объекта. Свифт отмечал, что на фоне тусклой «короны» объекта находится звезда, а также упоминал, что объект находится среди группы туманностей (действительно, PGC 46432 находится в группе из не менее чем 6 галактик). Тем не менее, это сопоставление неоднозначно; в качестве альтернативной версии Корвин выдвигает вариант, что Свифт на самом деле мог наблюдать другой объект, PGC 46497 (MCG-02-34-031).